# Landesjugendchor Brandenburg
Der Landesjugendchor Brandenburg (LJC Brandenburg) ist ein Projektchor von Jugendlichen und jungen Erwachsenen aus Brandenburg. Er wurde 1992 vom Landesmusikrat Brandenburg gegründet; er wurde bis 2016 von Hans-Peter Schurz geleitet. Seit 2017 leitet ihn Claudia Jennings. In den etwa fünf Arbeitsphasen pro Jahr studieren die ca. 30 jugendlichen Sänger Chorstücke sämtlicher Epochen.
Der Chor wird durch das brandenburgische Ministerium für Wissenschaft, Forschung und Kultur gefördert.
Der Landesjugendchor Brandenburg wird von der Stimmbildnerin Isabel Felgenhauer unterstützt.
Wie andere Landesjugendchöre auch konzertiert der Chor regelmäßig im Ausland, bspw. in Tschechien, Frankreich, Lettland, Österreich, Italien, Brasilien, der Türkei oder Norwegen.

## Chronologie der Projekte

### 1990er
- Juni 1993: Gründungskonzert des Chores in der Musikakademie Rheinsberg
- 1994: Teilnahme am 11. Internationalen Chorwettbewerb in Wien, Österreich
- 1996: Konzertreise nach Frankreich
- 1998: Teilnahme am Internationalen Chorwettbewerb in Prag, Tschechien (1. Platz)

### 2000er
- 2001: 2. Symphonie von Gustav Mahler in Zusammenarbeit mit dem Jeunesse Musicales Weltorchester in Berlin
- Juni 2005: Abschlusskonzert für den 4. Landes-Chorwettbewerb Brandenburg
- September 2005: Konzertreise nach Riga, Lettland
- Juni 2006: Gunther-Erdmann-Gedenkkonzert in der Berliner Philharmonie (anlässlich des 10. Todestages)
- April 2007: Jubiläumskonzert zum 15-jährigen Bestehen des Landesjugendchores Brandenburg in Potsdam
- September 2007: Konzertreise nach Italien
- 2008: Konzertreise nach Brasilien
- November 2009: Teilnahme an den „2nd International Istanbul Choir Days“, Türkei
- November 2009: Konzert und CD-Produktion anlässlich des 70. Geburtstags des verstorbenen Komponisten Gunther Erdmann beim RBB

### 2010er
- Juli 2010: Aufführung der „Misa Criolla“ von Ariel Ramírez mit der Instrumentalgruppe „Andriegos de pancho“ (Chile)
- September 2010: Konzertreise nach Oslo, Norwegen zum dreißigjährigen Bestehen der dortigen Deutschen Schule
- September 2011: Konzertreise nach Chile
- September 2012: Konzertreise nach Warschau
- September 2013: Konzertreise nach Südafrika
- September 2014: Konzertreise nach Barcelona
- September 2015: Konzertreise nach Nicaragua
- September 2016: Konzertreise nach Lissabon
- März 2017: Teilnahme am Festivalkongress zur Vermittlung zeitgenössischer Vokalmusik in Donaueschingen
- September 2017: Konzertreise nach Prag, Teilnahme am Chorfestival
- März 2018: Konzertreise nach Vietnam
- September 2019: Konzertreise nach Litauen, Teilnahme an der deutschen Woche in Kaunas
- November 2019: Auftritt im Bundestag in Berlin anlässlich des Volkstrauertages

### 2020er
- September 2020: Konzertreise durch Brandenburg

### Sonstiges
- jährlich im Dezember: Teilnahme an der Aufführung des Weihnachtsoratoriums in Neuruppin